# Uaibitae
Uaibitae (Uaibitai, Uaibuita'e, Waibitai, Waibitae, Waibuta'i, Waibuitai) ist ein osttimoresischer Ort im Suco Letemumo (Verwaltungsamt Quelicai, Gemeinde Baucau). Er liegt im Nordosten der Aldeia Lau-mana, auf einer Meereshöhe von 1317 m.

## Geographie

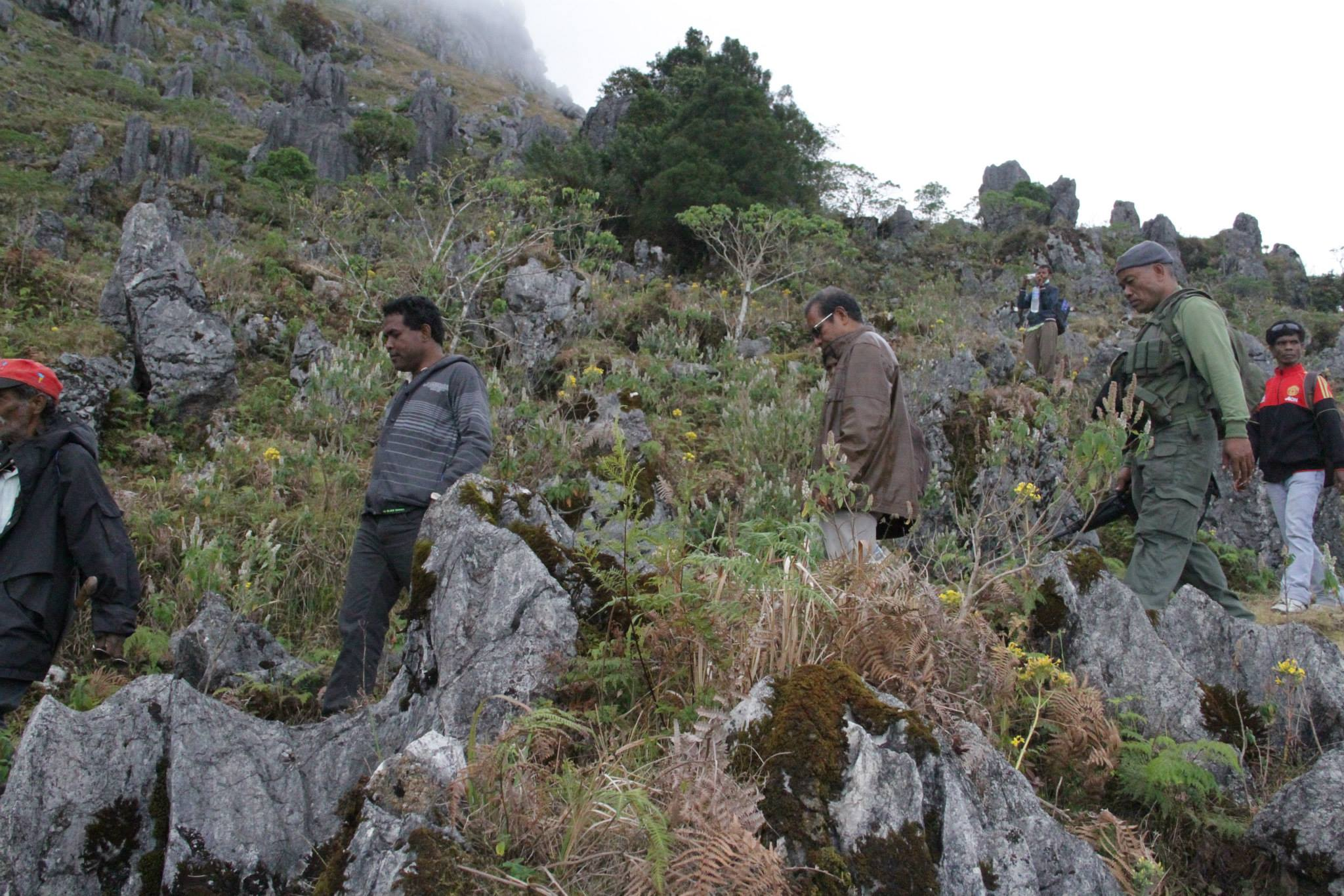
Bei Uaibitae

Hier ist das westliche Ende eines Tals, das die beiden Gipfel des Matebian voneinander trennt. Im Süden erhebt sich der höhere Matebian Mane (deutsch Matebian der Männer), nördlich der Matebian Feto (deutsch Matebian der Frauen). Seit 2021 führt eine Straße durch das Tal, auf der man nach Westen zum Ort Lau-mana und nach Osten zum Dorf Uaiboro im Suco Hae Coni gelangt. 2022 wurde eine Stromleitung nach Uaibitae verlegt.
Östlich von Uaibitae liegt der Doppelgipfel des Da’e-Butiri (Dare). Der Spalt zwischen den beiden Felskuppen bildet ein V. Im August kann man, wenn Wolken und Nebel es zulassen, die Sonne zwischen den Kuppeln aufgehen sehen. Eine Legende besagt, dass die Sonnenstrahlen dann anzeigen, wo ein magisches Amulett (tetum Biru) zu finden sei.
Ebenfalls nahe dem Dorf befindet sich ein Wasserfall namens Sala-Ira (tetum Be’e-Tuda).

## Geschichte

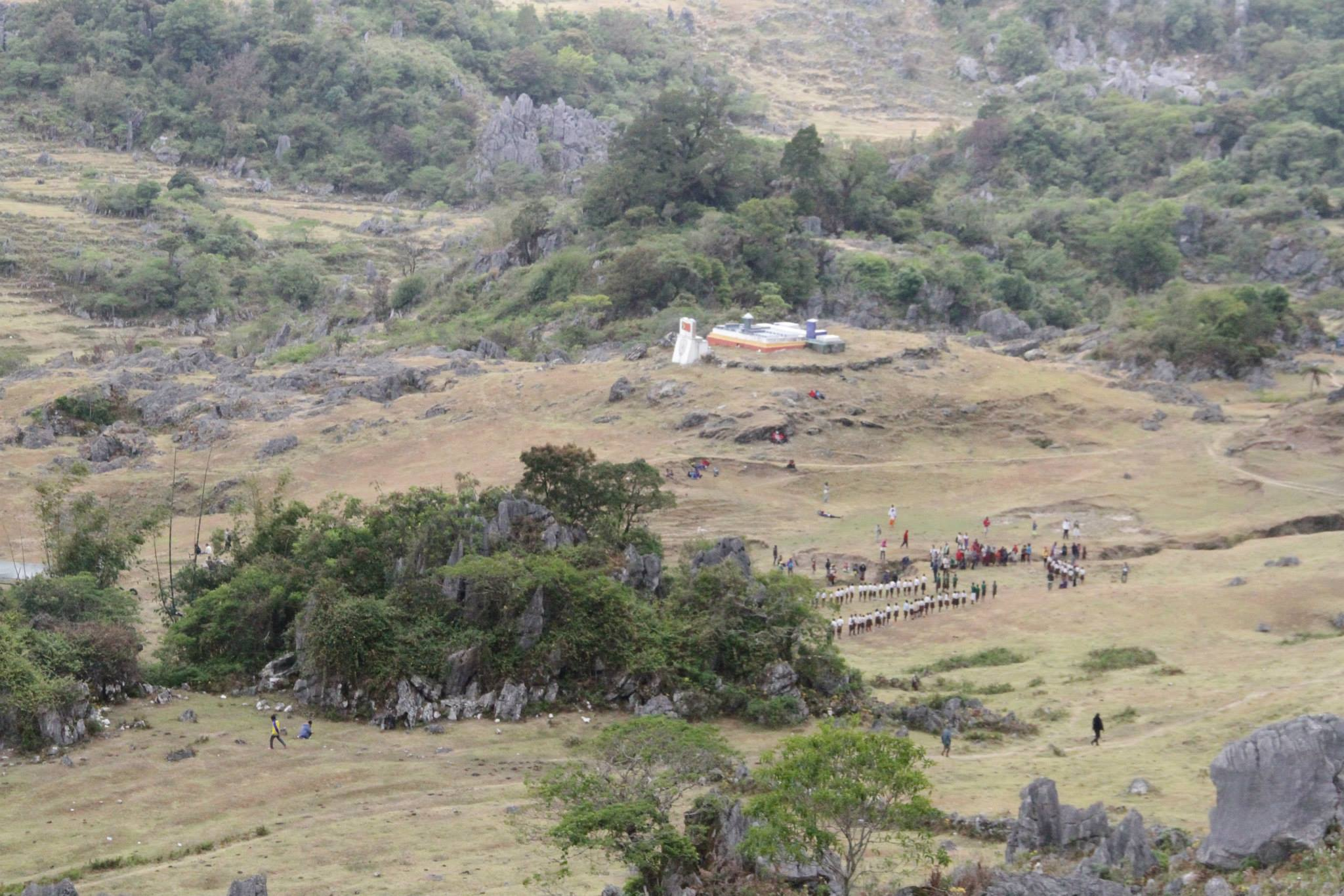
Gedenkstätte

Die Region um den Matetbian gehörte zu den Zentren des Widerstands der Osttimoresen gegen die indonesischen Invasoren. Sie nutzten die zahlreichen Höhlen als Unterschlupf, die man heute besichtigen kann.
In Uaibitae gründete Aquiles Freitas Soares am 26. Februar 1976 das Comando da Luta Boru-Quere, einen halbautonomen Kampfverband der FRETILIN. Es kam aber zu Spannungen mit der FRETILIN. Nach einer bewaffneten Auseinandersetzung wollte man sich nochmals bei einem Treffen zusammensetzen und den Konflikt lösen. Soares und seine Männer kamen unbewaffnet nach Uaibitae und wurden prompt von der FRETILIN gefangen genommen. Zwischen Dezember 1976 und Januar 1977 wurden die meisten von ihnen hingerichtet.
Am 20. August 2021 wurde in Uaibitae der Tag der FALINTIL begangen.

## Galerie

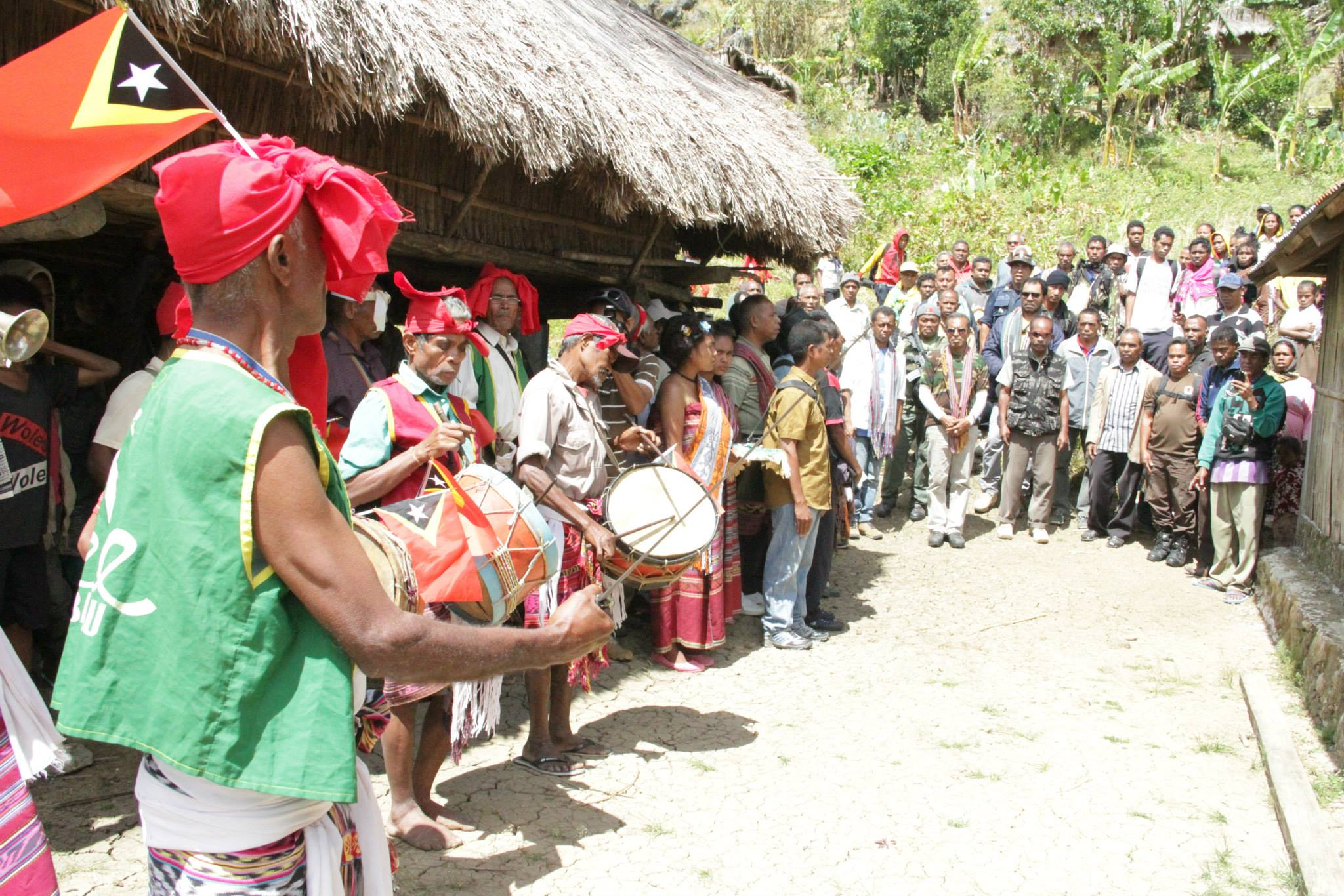
Empfang von Präsident Taur Matan Ruak in Uaibitae
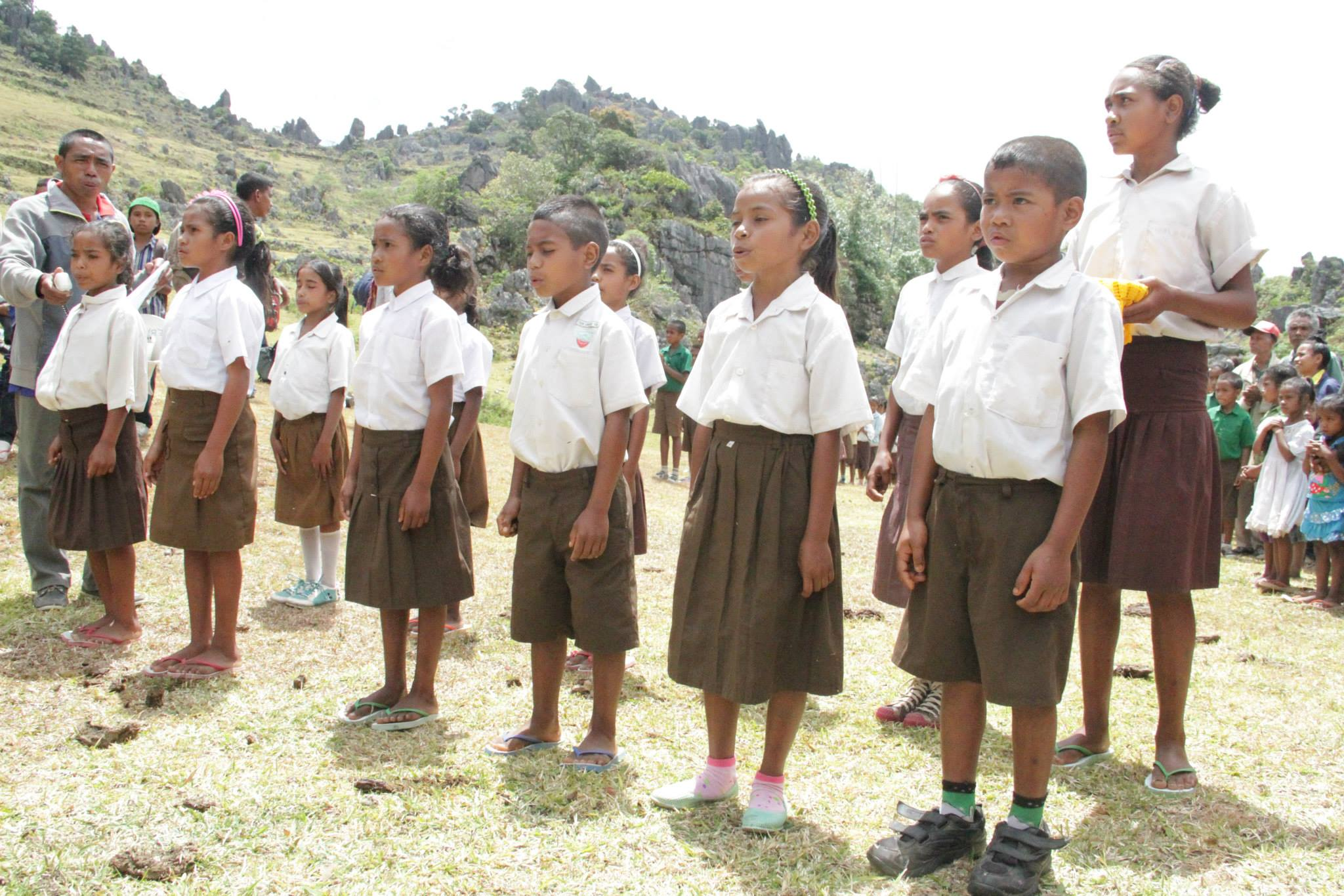
Kinderchor in Uaibitae
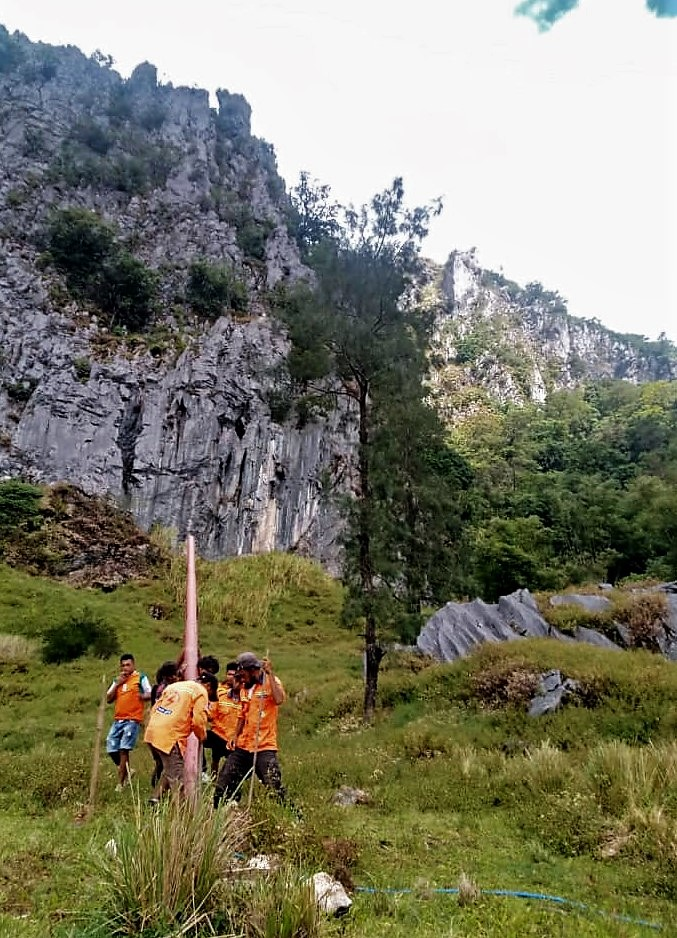
Bau der Stromleitung nach Uaibitae
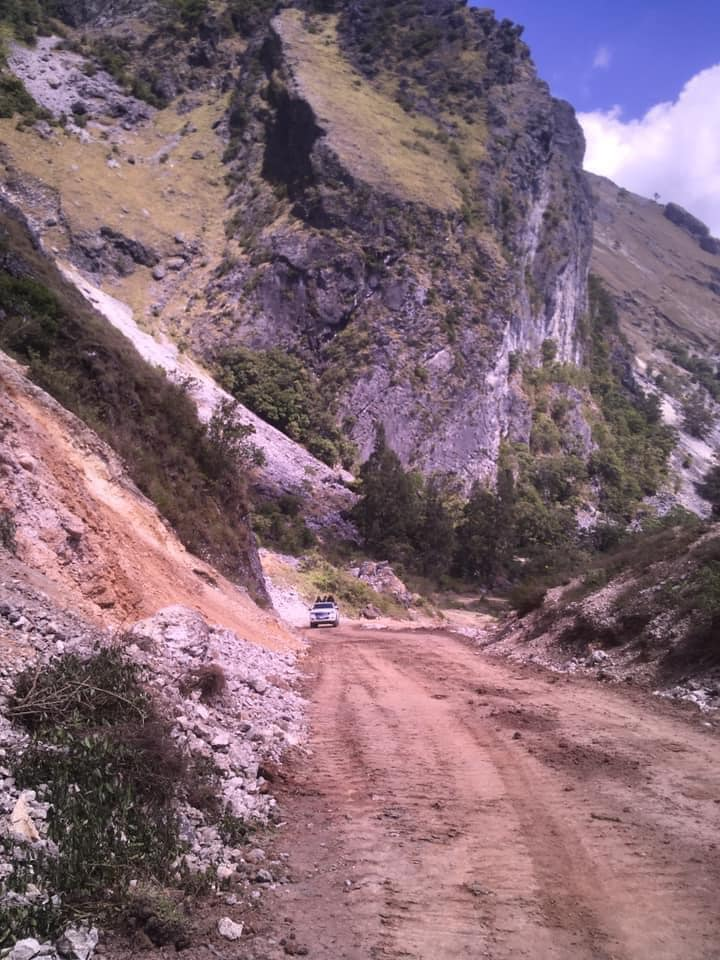
Während des Straßenbaus
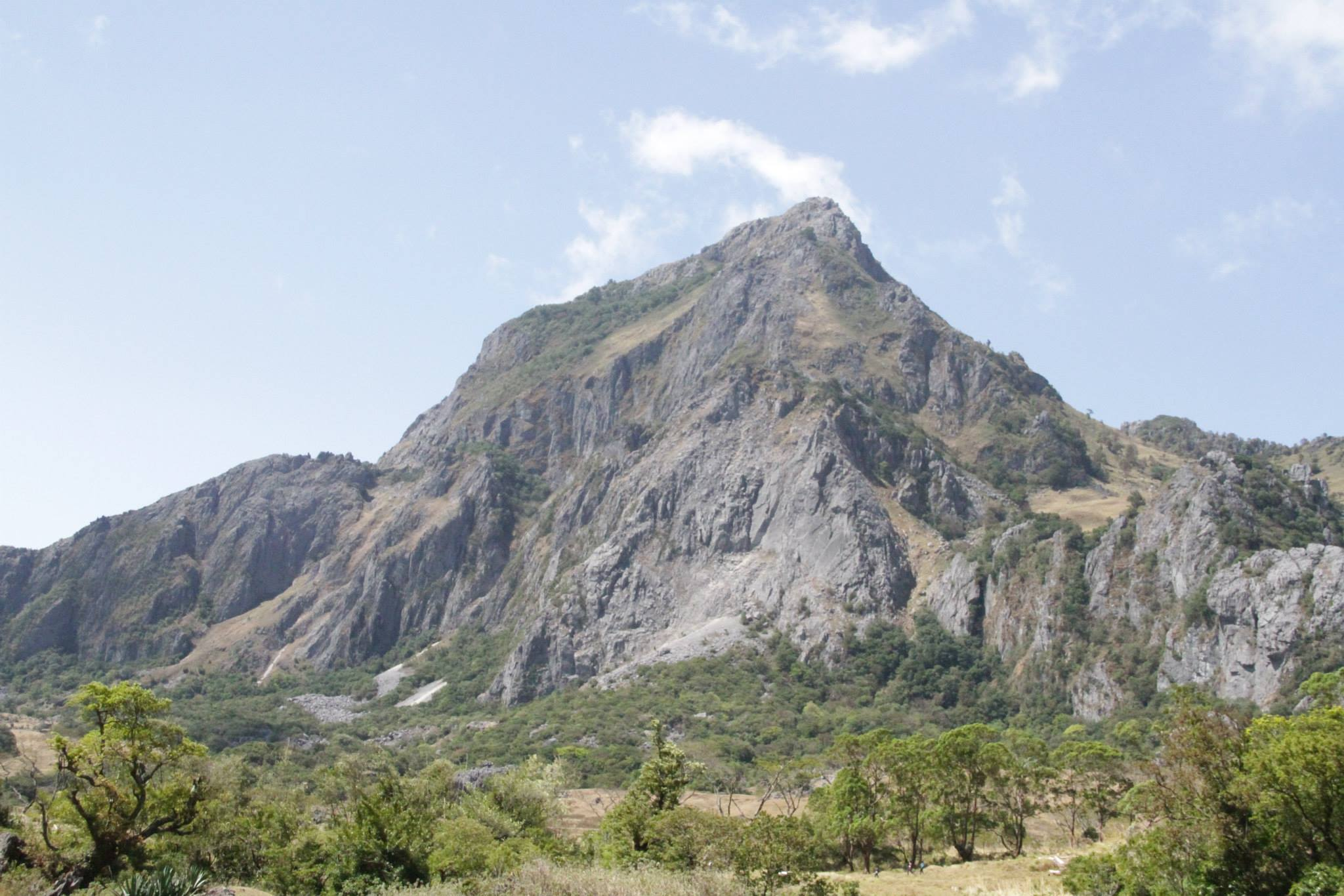
Der Matebian Mane von Uaibitae aus gesehen